# Монстер хај (ТВ серија)
Монстер хај је америчка компјутерски анимирана фантазија, комедија, дечија телевизијска, серија, базирана на Mattel-овој франшизи истоимених модних лутки, која је имала премијеру на Никелодиону у Сједињеним Државама 6. октобра, 2022. Шеј Фонтана, која је претходно развијала рибут Џепне Поли из 2018, је шоуранер серије.

## Радња
Серија прати Френки Штајн, Дракулауру и Клодин Вулф, децу Франкенштајна, Дракуле и вукодлака, као и осталу децу славних митских чудовишта, која се крећу кроз весеље средње школе, поштованим ходницима Монстер хаја.

## Ликови
- Габријела Невае Грин као Клодин Вулф, 15-годишња Афро-Латина вукодлак-човек, која је ћерка људског оца Аполоа и вукодлачке мајке Селене. За разлику од филма, открила је Монстер хај сама, не знајући за њега од раније.
- Ајрис Мина као Френки Штајн, 15 дана старо дете лудих научника, доктора и докторке Штајн, створено коришћењем "најбољих и најбистријих умова у чудовишној историји". За разлику од претходних појављивања, Френки је небинарна и користи заменице она/ње.
  - Мина такође позајмљује глас Губерту, слузавом чудовишту.
- Кортни Лин као Дракулаура, тајванско-америчка вампирица и Дракулина ћерка. Она практикује вештичарење, које је забрањено у свету чудовишта; за разлику од филма, где је њена магија откривена и ученици и особље је прихватају.
  - Линова такође позајмљује глас Ирис Клоп, ћерки Киклопа.
- Тони Револори као Дус Горгон, мирни, кул син Медузе Горгон, и бариста у школском Сандук кафеу.
- Каузар Мохамед као Клео де Нил, ћерка мумија, и школска нафурана мала.
- Валерија Родригез као Лагуна Блу, хондуранска ћерка гилмана, која не зна много о спољашњости, пошто је одрасла у потопљеном дворцу.
  - Родригезова такође позајмљује глас Спектри Вондергајст, ћерка духова.
- Алекса Кан као Торалај Страјп, аустралијско-британска ћерка мачкодлака, која је антагонистична и манипулативна.
- Александер Полински као Хит Бернс, син Хада и Ватреног елементала.
- Дебра Вилсон као безглава директорка Бладгуд, афроамеричка ћерка Безглавог коњаника, која је задужена за ученике у Монстер хају.
- Фелисија Деј као Гулија Јелпс, ћерка канадског пара зомбија, која је гејмерка и вешти скејтбордер.
- Кен Марино као гроф Дракула, Дракулаурин отац.
- Делберт Хант као г. Вулф, Клодинин афроамерички људски отац.
- Даријус Џонсон као Баркимед, син вукодлака и члан вукодлачког чопора.
- Скот Менвил као Ромул, син вукодлака и вођа вукодлачког чопора.
- Кол Меси као Финеган Вејк, сиренац који је син сирене.
- Викторија Т. Вашингтон као Хаулин Вулф, вукодлак који је члан вукодлачког чопора. За разлику од своје половине из оригиналног Монстер хаја, Хаулин уопште није род Клодин или Клоду, јер је у потпуности вукодлак.
- Џордан Колман као Мени Таур, син Минотаура и Дракулаурин супарник.
- Џонатан Мело као Клод Вулф, давно изгубљени Клодинин старији брат.
- Ајшварја Пилаи као Еби Боминабл, идијско-америчка ћерка јетија са планине Неверест.
- Девика Парик као Тундра Боминабл, Ебина мајка јети.
- Кристина Алабадо као Нефера де Нил, Клеина старија сестра.
- Секаи Мурашиге као Кума, јапански оникума, који је демонски медвед.
- Сали Сафиоти као гђица О'Шрик, Монстер хајева наставница банши. Салијева се вратила из оригиналног Монстер хаја где је играла Клодин и Клео.
  - Сафиотијева такође даје глас за школски разглас, Лобањку.
- Кејла Кромер као Твајла Баук, аутистична ћерка Баука.
- Рики Линдхоум и Кејт Микучи као Персефона и Мјаулоди, ћерке близнакиње мачкодлака, и Торалајине најбоље другарице и рођаке.
- Мајлс Браун као Гилингтон Вебер, син слатководног чудовишта.

## Улоге
| Улога                       | Изворни глас                                                            | Српски глас                                  |
| --------------------------- | ----------------------------------------------------------------------- | -------------------------------------------- |
| Клодин Вулф                 | Габријела Невае Грин                                                    | Јована Васић                                 |
| Френки Штајн                | Ајрис Мина                                                              | Анђела Џаферовић                             |
| Дракулаура                  | Кортни Лин                                                              | Ивона Рамбосек                               |
| Дус Горгон                  | Тони Револори                                                           | Никола Тодоровић                             |
| Клео де Нил                 | Каузар Мохамед                                                          | Јана Пауновић                                |
| Лагуна Блу                  | Валерија Родригез                                                       | Ивона Аливојводић                            |
| Торалај Страјп              | Алекса Кан                                                              | Ирина Арсенијевић                            |
| Хит Бернс                   | Александер Полински                                                     | Марко Ћурчић                                 |
| Безглава директорка Бладгуд | Дебра Вилсон                                                            | Софија Јуричан Михаела Стаменковић (С1Е14)   |
| Гулија Јелпс                | Фелисија Деј                                                            | Марија Жеравица Ђурђина Радић (С1Е18-надаље) |
| Гроф Дракула                | Кен Марино                                                              | Немања Живковић                              |
| Баркимед                    | Даријус Џонсон                                                          | Алекса Станиловић                            |
| Ромул                       | Скот Менвил                                                             | Виктор Влајић                                |
| Финеган Вејк                | Кол Меси                                                                | Никола Миленковић                            |
| Хаулин Вулф                 | Викторија Т. Вашингтон                                                  | Ђурђина Радић                                |
| Мени Таур                   | Џордан Колман                                                           | Виктор Влајић Никола Миленковић (С1Е31)      |
| Клод Вулф                   | Џонатан Мело                                                            | Mateya                                       |
| Спектра Вондергајст         | Валерија Родригез                                                       | Ања Орељ                                     |
| Еби Боминабл                | Ајшварја Пилаи                                                          | Ирина Арсенијевић                            |
| Тундра Боминабл             | Девика Парик                                                            | Јована Цавнић                                |
| Нефера де Нил               | Кристина Алабадо                                                        | Дана Барбара                                 |
| Кума                        | Секаи Мурашиге                                                          | Александар Глигорић                          |
| Гђа О'Шрик                  | Сали Сафиоти                                                            | Валентина Павличић                           |
| Аполо Вулф                  | Делберт Хант                                                            | Александар Глигорић                          |
| Главакус                    | Ајрис Мина                                                              | Александар Глигорић                          |
| Лобањка                     | Сали Сафиоти                                                            | Јована Цавнић                                |
| Др Бландер                  | Дебра Вилсон                                                            | Снежана Нешковић                             |
| Чудовишна камера            | Валерија Родригез                                                       | Снежана Нешковић                             |
| Гавраница Ленор             | Каузар Мохамед                                                          | Ања Орељ (С1Е4) Јована Цавнић (С1Е29)        |
| Губерт                      | Ајрис Мина                                                              | Марко Марковић                               |
| Тренер Сокогром             | Тамара Подемски                                                         | Маријана Живановић                           |
| Ајрис Клоп                  | Кортни Лин                                                              | Марија Жеравица                              |
| Скели Вондербоун            | Трикси Мател                                                            | Милена Моравчевић                            |
| Твајла Баук                 | Кејла Кромер                                                            | Ивана Тењовић                                |
| Гилингтон Вебер             | Мајлс Браун                                                             | Никола Тодоровић                             |
| Мјаулоди                    | Кејт Микучи                                                             | Ања Орељ                                     |
| Пeрсефона                   | Рики Линдхоум                                                           | Наташа Поповић                               |
| Кодекс вештичарења          | Метју Вотерсон                                                          | Марко Марковић                               |
| Троглави кувар              | TBA                                                                     | Александар Глигорић                          |
| Медуза Горгон               | Рија Сихорн                                                             | Валентина Павличић                           |
| Лира Горгон                 | Џеси Хендрикс                                                           | TBA                                          |
| Еуријала Горгон             | Америка Јанг                                                            | TBA                                          |
| Стено Горгон                | Деби Дерибери                                                           | TBA                                          |
| Дај-ана                     | непознато                                                               | TBA                                          |
| Катарина Страјп             | Мери Џејн Велс                                                          | Јована Цавнић                                |
| Конобар ктулу               | непознато                                                               | Марко Марковић                               |
| Г. Мотменсон                | Сунил Малхорта                                                          | Милан Тубић                                  |
| Гакаиџу                     | Џени Јокобори                                                           | Алекса Станиловић                            |
| Модира                      | Ендру Кишино                                                            | Александар Глигорић                          |
| Мумица де Нил               | Артемис Пебдани                                                         | Јована Цавнић                                |
| Баба де Нил                 | Вишеш Чачра                                                             | Лако Николић                                 |
| Сирен-мама Вејк             | Ерин Андерсон                                                           | Ања Орељ                                     |
| Сирен-тата Вејк             | Мајкл Бити                                                              | Александар Глигорић                          |
| Мама кракен                 | непознато                                                               | Валентина Павличић                           |
| Маусцедес Кинг              | Алекса Кан                                                              | TBA                                          |
| Сканкрејтс                  | Даријус Џонсон                                                          | TBA                                          |
| Гђа Зиз                     | Ајрис Бар                                                               | TBA                                          |
| Клопман                     | TBA                                                                     | TBA                                          |
| Хад Бернс                   | TBA                                                                     | TBA                                          |
| Сер Г. Дрво                 | TBA                                                                     | TBA                                          |
| Рок                         | TBA                                                                     | TBA                                          |
| Уснули пиксији              | TBA                                                                     | TBA                                          |
| Бандит шећерне помаме       | TBA                                                                     | TBA                                          |
| Скелита Калаверас           | TBA                                                                     | TBA                                          |
| Селена Вулф                 | TBA                                                                     | TBA                                          |
| Кејли                       | Ајрис Мина                                                              | Марија Огњеновић                             |
| "Кул девојка"               | Кортни Лин                                                              | Марина Кауцки                                |
| Блер                        | Ајрис Мина                                                              | Ивана Тењовић                                |
| Рејн                        | Каузар Мохамед                                                          | Ђурђина Радић                                |
| Бади                        | Скот Менвил                                                             | Никола Миленковић                            |
| Ралф                        | TBA                                                                     | TBA                                          |
| Дечко змај                  | Џонатан Мело                                                            | Никола Миленковић                            |
| Девојка змајица             | Ајрис Мина                                                              | Ивана Тењовић                                |
| Дечко мољац                 | Габријела Невае Грин                                                    | Алекса Станиловић                            |
| Дечко гуштер                | Џонатан Мело                                                            | Алекса Станиловић                            |
| Девојка гуштер              | Габријела Невае Грин                                                    | Ивана Тењовић                                |
| Месечева канџа              | Габријела Невае Грин                                                    | Јована Васић                                 |
| Нарација                    | Габријела Невае Грин Ајрис Мина Кортни Лин Тони Револори Каузар Мохамед | Лако Николић Марко Марковић                  |

## Списак песама
| Бр. | Назив                   | Извођачи                                                                  | Трајање |
| --- | ----------------------- | ------------------------------------------------------------------------- | ------- |
| 1.  | Monster High Theme Song | Гизл, Џејли Вулф (оригинал)                                               | 2:24    |
| 2.  | Hear My Howl            | Габријела Невае Грин (оригинал)                                           | 3:26    |
| 3.  | Мој Месец               | Јована Васић, Mateya                                                      | 2:40    |
| 4.  | Забава Не Стаје         | Ивона Рамбосек, Ивона Аливојводић, Анђела Џаферовић, Mateya, Јована Васић | 2:46    |
| 5.  | Turn It Inside Out      | Милена Моравчевић, Ђурђина Радић                                          | 3:25    |
| 6.  | Страва                  | Ирина Арсенијевић, Наташа Поповић, Ања Орељ                               | 2:27    |
| 7.  | This Monster Life       | TBD                                                                       | 2:28    |
| 8.  | Light It Up             | TBD                                                                       | 2:41    |

## Емитовање у Србији
У Србији серија је премијерно емитована 1. априла 2023. године на каналу Никелодион синхронизована на српски језик. Синхронизацију је радио студио Голд диги нет.